# Paradox Development Studio
Ne doit pas être confondu avec Paradox Interactive.
Paradox Development Studio est un studio de développement de jeux vidéo créé en 1995 issu de l'ancienne compagnie suédoise de jeu de société Target Games. Il est notamment connu pour les séries de jeu de grande stratégie et de jeu de simulations que sont Europa Universalis, Victoria, Crusader Kings, Hearts of Iron, Stellaris, Cities Skylines et aussi Cities Skylines 2.

## Histoire
Le studio naît de l'intérêt de Target Games pour les jeux PC dans les années 1990.
En 1999, la maison mère se scinde en deux entités : Paradox Interactive développe des jeux pour PC, et Paradox Entertainment continue de fabriquer des jeux de société.
De la même manière, Paradox Interactive se divise en deux parties: celle qui développe des jeux de stratégie (Paradox Development Studio) et celle qui développe des jeux d'autres genres (Paradox Interactive).
Il est l'un des premiers développeurs à s'essayer au genre de la grande stratégie et la plupart de ses jeux tournent autour de ce genre, ces jeux sont d'ailleurs très appréciés des moddeurs de par la grande liberté de modifications qui leur est offerte.

## Jeux développés
Liste des jeux développés par Paradox Development Studio par ordre chronologique :
- Svea Rike (1997)
- Svea Rike 2 (1998)
- Europa Universalis (2000)
- Europa Universalis 2 (2001)
  - Europa Universalis 2: Asian Chapters
- Hearts of Iron (2002)
- Crown of the North (2003)
- Two Thrones (2003)
- Victoria: An Empire Under the Sun (2003)
  - Victoria: Revolutions (2006)
- Crusader Kings (2004)
  - Crusader Kings: Deus Vult (2007)
- Hearts of Iron 2 (2005)
  - Hearts of Iron 2: Doomsday (2006)
  - Hearts of Iron 2: Armageddon (2007)
- Diplomacy (2005)
- Europa Universalis 3 (2007)
  - Europa Universalis 3: Napoleon's Ambition (2007)
  - Europa Universalis 3: In Nomine (2008)
  - Europa Universalis 3: Heir to the Throne (2009)
  - Europa Universalis 3: Divine Wind (2010)
- Europa Universalis: Rome (2008)
  - Europa Universalis: Vae Victis (2008)
- Hearts of Iron 3 (2009)
  - Hearts of Iron 3: Semper Fi (2010)
  - Hearts of Iron 3: For the Motherland (2011)
  - Hearts of Iron 3: Their Finest Hour (2012)
- Victoria 2 (2010)
  - Victoria 2: A House Divided (2012)
  - Victoria 2: Heart of Darkness (2013)
- Sengoku (2011)
- Crusader Kings 2 (2012)
  - Crusader Kings 2: Sword of Islam (2012)
  - Crusader Kings 2: Legacy of Rome (2012)
  - Crusader Kings 2: Sunset Invasion (2012)
  - Crusader Kings 2: The Republic (2013)
  - Crusader Kings 2: The Old Gods (2013)
  - Crusader Kings 2: Sons of Abraham (2013)
  - Crusader Kings 2: Rajas of India (2014)
  - Crusader Kings 2: Charlemagne (2014)
  - Crusader Kings 2: Way of Life (2014)
  - Crusader Kings 2: Horse Lords (2015)
  - Crusader Kings 2: Conclave (2016)
  - Crusader Kings 2: The Reaper's Due (2016)
  - Crusader Kings 2: Monks and Mystics (2017)
  - Crusader Kings 2: Jade Dragon (2017)
  - Crusader Kings 2: Holy Fury (2018)
- March of the Eagles (2013)
- Europa Universalis 4 (2013)
  - Europa Universalis 4: Conquest of Paradise (2014)
  - Europa Universalis 4: Wealth of Nations (2014)
  - Europa Universalis 4: Res Publica (2014)
  - Europa Universalis 4: Art of War (2014)
  - Europa Universalis 4: El Dorado (2015)
  - Europa Universalis 4: Common Sense (2015)
  - Europa Universalis 4: The Cossacks (2015)
  - Europa Universalis 4: Mare Nostrum (2016)
  - Europa Universalis 4: Rights of Man (2016)
  - Europa Universalis 4: Mandate of Heaven (2017)
  - Europa Universalis 4: Third Rome (2017)
  - Europa Universalis 4: Cradle of Civilization (2017)
  - Europa Universalis 4: Rule Britannia (2018)
  - Europa Universalis 4: Dharma (2018)
  - Europa Universalis 4: Golden Century (2018)
  - Europa Universalis 4: Emperor
  - Europa Universalis 4: Leviathan (2021)
  - Europa Universalis 4: Origins (2021)
- Stellaris (2016)
  - Stellaris: Leviathans (2016)
  - Stellaris: Utopia (2017)
  - Stellaris: Synthetic Dawn (2017)
  - Stellaris: Apocalypse (2018)
  - Stellaris: Distant Stars (2018)
  - Stellaris: MegaCorp (2018)
  - Stellaris: Ancient Relics (2019)
  - Stellaris: Federations (2020)
  - Stellaris: Nemesis (2021)
- Hearts of Iron IV (2016)
  - Hearts of Iron IV: Together for Victory (2016)
  - Hearts of Iron IV: Death or Dishonor (2017)
  - Hearts of Iron IV: Waking the Tiger (2018)
  - Hearts of Iron IV: Man The Guns (2019)
  - Hearts of Iron IV: La Résistance (2020)
  - Hearts of Iron 4: Battle for the Bosporus (2020)
  - Hearts of Iron 4: No Step Back (2021)
  - Hearts Of Iron 4: Götterdämmerung (2024)
- Imperator: Rome (2019)
  - Imperator: Rome: Magna Graecia (2020)
  - Imperator: Rome: Epirus (2020)
  - Imperator: Rome: Heirs of Alexander (2021)
- Crusader Kings 3 (2020)
  - Crusader Kings 3: Northern Lords (2021)
  - Crusader Kings 3: Royal Court (2022)
  - Crusader Kings 3: Fate of Iberia (2022)

- Victoria 3 (2022)